# Крамаров, Юрий Маркович
Ю́рий Ма́ркович Кра́маров (12 февраля 1929, Москва ― 15 марта 1982, Красноярск) ― советский альтист и педагог, заслуженный деятель искусств РСФСР (1981).

## Биография
Юрий Крамаров родился 12 февраля 1929 года в Москве в семье Марка Моисеевича и Антонины Васильевны Крамаровых.  Жили по адресу: Никитский бульвар, д.8, кв.18. 
Марк Моисеевич, имевший высшее образование, был техническим руководителем завода в артели "Мосхимобъединение". 16 августа 1937 года он был арестован, ему предъявили обвинение в шпионаже и участии в антисоветской диверсионно-террористической организации. 5 ноября 1937 был расстрелян. Реабилитирован в 1956 году.
Антонину Васильевну Крамарову арестовали как члена семьи изменника Родины, отправили в лагеря, потом в ссылку. 
Юрий остался на попечении маминой подруги, а, когда началась Великая Отечественная война, их эвакуировали в Ташкент. В Ташкент была эвакуирована и Ленинградская средняя специальная музыкальная школа (десятилетка), ее учеником и стал Юрий Крамаров. Музыкальную школу он окончил в Ленинграде у Арона Григорьевича Сосина, основателя консерваторского класса альта. Затем Юрий Крамаров поступил в класс Исаака Леонтьевича Левитина в Ленинградскую государственную консерваторию имени Н. А. Римского-Корсакова, которую окончил с отличием в 1953 году. Через год Ю. Л. Левитин скончался, и преподавать класс альта в консерватории доверили недавнему выпускнику Юрию Крамарову. Юрий Маркович преподавал в консерватории до конца жизни.
В 1953 году Ю. М. Крамаров был принят в состав Заслуженного коллектива РФ Ленинградской филармонии, а через год после присуждения звания Лауреата I премии Всесоюзного конкурса и VI Всемирного фестиваля молодежи и студентов — 1 место и Золотая медаль (1957)— он был приглашен Е. Мравинским на место концертмейстера группы альтов. 
С 1957 года Юрий Крамаров играл в квартете Заслуженного коллектива, в состав которого входили музыканты оркестра – скрипачи Лазарь Гозман и Константин Варенберг, Юрий Крамаров и виолончелист Лев Фишков. 
В 1961 году Крамаров оставил квартет и создал камерный оркестр (впоследствии Ленинградский камерный оркестр). 
В 1963 году Юрий Крамаров уволился из Филармонии и перешёл в струнный Квартет имени Н. А. Римского-Корсакова, находящийся в ведении Ленгосэстрады (в 1965 году переименована в  Ленинградское государственное концертное объединение "Ленконцерт", которое создано на базе концертного бюро Ленинградской филармонии и Ленинградского отделения Всероссийского гастрольно-концертного объединения).
В 1963 (утверждён в 1966 году) году Юрий Маркович Крамаров стал доцентом Ленинградской консерватории, а в 1972 - профессором.
Музыкант много концертировал в качестве солиста, ансамблиста и дирижера по городам СССР, в консерваториях СССР давал открытые уроки (мастер-классы). 
В одной из гастрольных поездок в Сибирь Юрий Крамаров скоропостижно скончался от сердечного приступа 15 марта 1982 года в Красноярске.
Среди учеников Ю. М. Крамарова ― В. И. Шульга, Э. А. Ильина, А. С. Догадин, О. Л. Балабин, И. М. Малкин, В. И. Стопичев, М. Б. Кугель, Д. Г. Меерович, В.П. Смирнов, Ю. И. Симонов (дирижер) , В. А. Альтшулер (дирижер) и многие другие. 
Крамарову посвящены и впервые им исполнены сочинения современных композиторов ― В. И. Цытовича, В. М. Богданова-Березовского, С. М. Слонимского. 
Юрий Маркович Крамаров занимался научными исследованиями (10 печатных работ), методическими и теоретическими вопросами альтовой музыки.